# Centre de lancement d'Alcântara
Pour les articles homonymes, voir Alcântara.
Le centre de lancement d'Alcântara (CLA, en portugais : Centro de Lançamento de Alcântara) est une des deux bases de lancement de l'Agence spatiale brésilienne. Il est situé à Alcântara, dans l'État du Maranhão au nord du Brésil. Depuis son inauguration en 1990, il a été utilisé une quarantaine de fois pour lancer des fusées-sondes chargées d'étudier la haute atmosphère[Quand ?]. Trois tentatives de tir du lanceur national VLS-1 se sont toutes soldées par des échecs. La base de lancement est placée sous le contrôle de la Force aérienne brésilienne (Comando da Aeronáutica).

## Historique

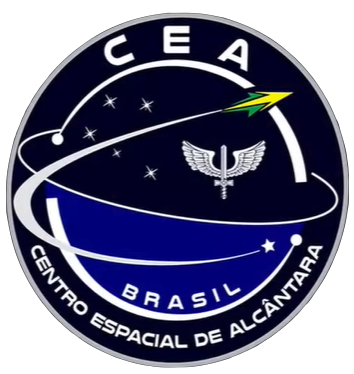
Son logo.

Alcântara.

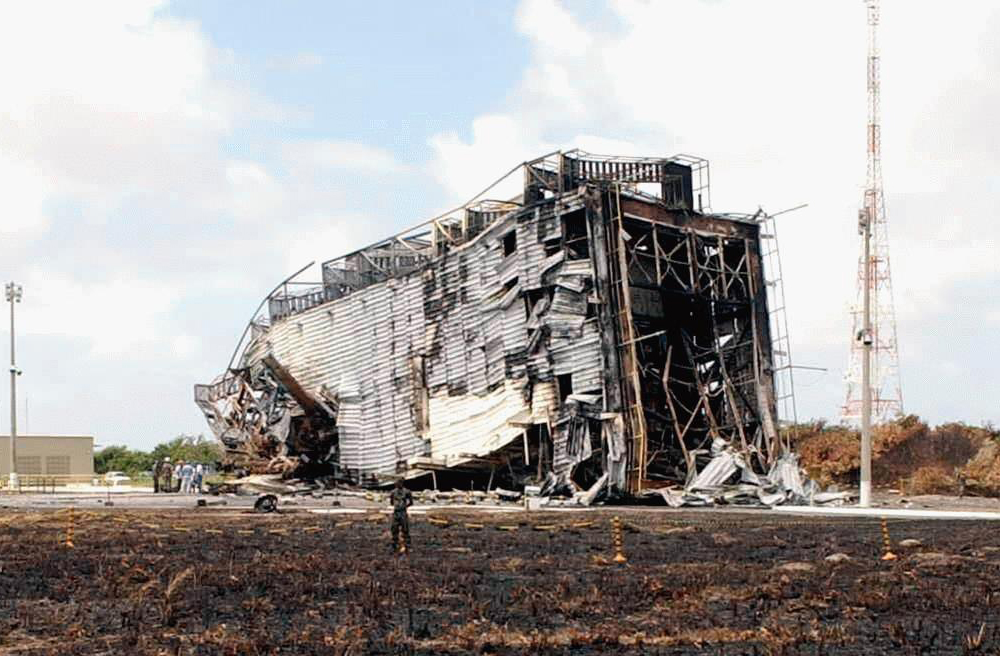
Le bâtiment d'assemblage de la VLS-1 détruit par l'accident de 2003.

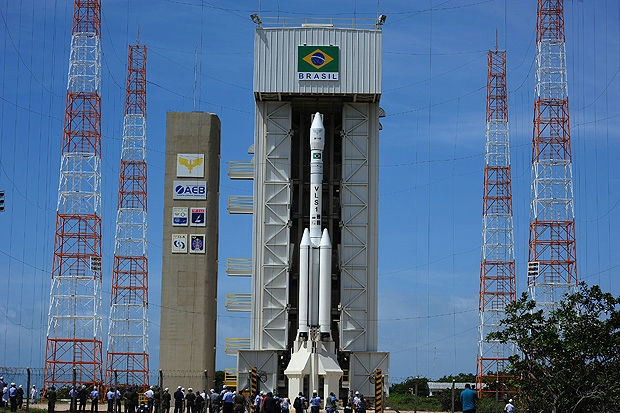
Le nouveau bâtiment d'assemblage de la VLS-1 est inauguré en juillet 2012 avec une maquette du lanceur.

La base de lancement d'Alcântara est située à Alcântara, dans l'État du Maranhão, sur la côte atlantique au nord du Brésil.
La construction de la base qui occupe une superficie de 236 km2 est décidée par le gouvernement fédéral brésilien en 1979. Le Brésil dispose à l'époque du Centre de lancement de la Barreira do Inferno ouvert en 1965 mais le périmètre de sécurité de ce site est jugé insuffisant pour le tir d'un lanceur. Après un développement particulièrement lent les installations d'Alcântara sont étrennées le 21 février 1990 par le  tir d'une  fusée-sonde Sonda 2 XV-53.

## Activités

### Lancement de fusées-sondes
La base est utilisée pour le lancement de fusées-sondes transportant des charges utiles scientifiques et qui effectuent des vols suborbitaux dans la haute atmosphère. Les engins utilisés sont initialement des fusées-sondes d'origine étrangère puis le Brésil développe ses propres engins. Le 24 octobre 2004, le Brésil réussit le premier lancement d'une fusée-sonde VSB-30, résultat d'une collaboration entre l'agence spatiale brésilienne, le CTA (Centre technologique de l'aéronautique), et les Allemands de DLR-Moraba. Les premières tentatives de lancement en 1997 et 1999 avaient échoué. La VSB-30, entièrement construite et assemblée au Brésil, sera fournie en remplacement de la fusée-sonde  Skylark 7 britannique au CSG pour les expériences en micro-gravité, à partir de novembre 2005.

### Lancements de satellite
La base d'Alcantara est le site utilisé pour tester le lanceur de satellites VLS-1 développé par le Brésil à compter de 1984. À cet effet le site comprend une tour d'assemblage mobile et un centre de contrôle. Les deux premiers essais, réalisés en 1997 et 1999, sont des échecs. Le 22 août 2003 l'explosion au sol de la troisième VLS-1 (XV-03), due à une mise à feu prématurée et accidentelle d'un des quatre propulseurs d'appoint à propergol solide décime les équipes de lancement en faisant 21 morts et détruit les installations au sol. Le programme spatial brésilien subit un coup d'arrêt prolongé et la tour d'assemblage mobile (TMI ou Torre Móvel de Integração) de 33 mètres de haut n'est reconstruite qu'en 2012. Elle devrait permettre d'assembler la quatrième fusée VLS-1 dont le lancement est prévu en 2014.
Le CLA est avec le centre spatial guyanais la base spatiale la plus proche de l'équateur (2°21 de latitude). Sa position lui confère un avantage (effet de fronde) pour le lancement de satellites géosynchrone. Toutefois le lanceur national VLS-1 n'a pas la capacité de placer en orbite de tels satellites et il n'existe aucun plan pour en lancer depuis Alcântara.

## Alcantara Space Center
En avril 2021, l'Agence spatiale brésilienne a divulgué les noms des sociétés privées sélectionnées pour opérer des lancements orbitaux et suborbitaux depuis le centre spatial, à savoir :
- Virgin Orbit [3]
- Orion AST [4]
- C6 Launch [5]
- Hyperion [6]

En août 2021, le gouvernement brésilien a établi l'ordonnance n° 698, une réglementation qui suit la norme FAA 14 CFR partie 450, qui traite des licences de lancement et de rentrée afin de suivre la norme mondiale en matière d'activités spatiales. Le 19 mars 2023, le premier vol d'une compagnie privée depuis le centre spatial a été inauguré avec le lancement de la fusée Hanbit-TLV du sud-coréen Innospace,.

## Projets
Trois lanceurs sont en développement et devraient être lancés depuis la base de Alcântara :
- Ciclone IV (Tsyklon-4) est un projet bi-national signé entre le Brésil et l'Ukraine pour le développement de la quatrième version de la fusée lanceur de satellite ukrainienne Ciclone, avec notamment la construction des infrastructures nécessaires.
- VLS-1 pour Veículo Lançador de Satélites est un lanceur capable de placer en orbite basse des satellites pesant jusqu'à 350 kg à des altitudes de 250 à 1 000 km.
- VLM  est une version allégée du lanceur VLS-1 qui doit être utilisée pour placer en orbite des satellites de moins de 150 kg.
- Veículo Lançador de Pequeno Porte (VLPP) avec un lancement prévu jusqu'en 2025.

## Structures
- Installations de préparation des moteurs (Preparação de Propulsores - PPP)
- Installations de préparation de la charge utile (Preparação de Carga Útil - PPCU)
- Installations de chargement de combustible liquide (Preparação de Carregamento de Propelentes - PCPL)
- Tour de lancement universelle
- Tour d'intégration mobile (TMI - Torre Móvel de Integração): 33x10x13m, 380 tonnes
- Centre de contrôle (Prédio de Controle Avançado - CASAMATA).
- Piste de déploiement avec 2600 m

### Rampe de lancement
- VLS Pad (avec intégration de la tour mobile - TMI)
- MRL Pad (Tour de lancement universelle)
- Universal pour les fusées jusqu'à 10 tonnes

## Liste de lancements
| Date                               | Fusée/N° vol      | Type        | Mission / Charge utile                                                    | Résultat |
| ---------------------------------- | ----------------- | ----------- | ------------------------------------------------------------------------- | --- |
| 21 février 1990                    | Sonda 2 XV-53     | Fusée-sonde | Alcântara : Étude de l'ionosphère                                         | Altitude : 101 km |
| 26 novembre 1990                   | Sonda 2 XV-54     | Fusée-sonde | Manival : Étude de l'ionosphère                                           | Altitude : 91 km |
| 9 décembre 1991                    | Sonda 2 XV-55     | Fusée-sonde | Aguas Belas : Étude de l'ionosphère                                       | Altitude : 88 km |
| 1er juin 1992                      | Sonda 3 XV-24     | Fusée-sonde | Aéronomie                                                                 | Altitude : 282 km |
| 31 octobre 1992                    | Sonda 2 XV-56     | Fusée-sonde | Ponta de Areia : Étude de l'ionosphère                                    | Altitude : 32 km |
| 22 mars 1993                       | Sonda 2 XV-57     | Fusée-sonde | Maruda : Étude de l'ionosphère                                            | Altitude : 102 km |
| 2 avril 1993                       | VS-40 PT-01       | Fusée-sonde | Test en vol de la VS-40                                                   | Altitude : 950 km |
| 19 août 1994                       | Nike Orion        | Fusée-sonde | MALTED/CADRE : Étude de l'ionosphère                                      | Altitude : 140 km |
| 20 août 1994                       | Nike Orion        | Fusée-sonde | MALTED/CADRE : Étude de l'ionosphère                                      | Altitude :140 km |
| 24 août 1994                       | Nike Orion        | Fusée-sonde | MALTED/CADRE : Étude de l'ionosphère                                      | Altitude : 140 km |
| 25 août 1994                       | Nike Orion        | Fusée-sonde | MALTED/CADRE : Étude de l'ionosphère                                      | Altitude : 140 km |
| 9 septembre 1994                   | Black Brant       | Fusée-sonde | Étude de l'ionosphère                                                     | Altitude : 250 km |
| 21 septembre 1994                  | Black Brant       | Fusée-sonde | Étude de l'ionosphère                                                     | Altitude : 250 km |
| 23 septembre 1994                  | Nike Tomahawk     | Fusée-sonde | Étude de l'ionosphère                                                     | Altitude : 270 km |
| 23 septembre 1994                  | Nike Tomahawk     | Fusée-sonde | Étude de l'ionosphère                                                     | Altitude : 270 km |
| 24 septembre 1994                  | Nike Tomahawk     | Fusée-sonde | Étude de l'ionosphère                                                     | Altitude : 270 km |
| 24 septembre 1994                  | Nike Tomahawk     | Fusée-sonde | Étude de l'ionosphère                                                     | Altitude : 270 km |
| 6 octobre 1994                     | Black Brant       | Fusée-sonde | Étude de l'ionosphère                                                     | Echec (250 km) |
| 14 octobre 1994                    | Black Brant       | Fusée-sonde | Guará H.Alt Spread F : Étude de l'ionosphère                              | Altitude : 956 km |
| 15 octobre 1994                    | Black Brant       | Fusée-sonde | Étude de l'ionosphère                                                     | Altitude : 250 km |
| 28 avril 1997                      | VS-30 XV-01       | Fusée-sonde | Test en vol de la VS-30                                                   | Altitude : 128 km |
| 2 novembre 1997                    | VLS-1 V01         | Lanceur     | Premier test du lanceur brésilien VLS-1 V01                               | Échec : dysfonctionnement du premier étage peu après le lancement                                                             |
| 21 mars 1998                       | VS-40             | Fusée-sonde | Test en vol de la VS-40                                                   | Altitude : 900 km |
| 15 mars 1999                       | VS-30 XV-04       | Fusée-sonde | Operação San Marcos : expérience de microgravité                          | Altitude : 128 km |
| 11 décembre 1999                   | VLS-1 V02         | Lanceur     | Second test du lanceur brésilien VLS-1 V02                                | Échec : dysfonctionnement du second étage                                                                                     |
| 6 février 2000                     | VS-30 XV-05       | Fusée-sonde | Lençóis Maranhenses : expérience de microgravité                          | Altitude : 148 km |
| 21 août 2000                       | VS-30/Orion XV-01 | Fusée-sonde | Baronesa : expérience de microgravité                                     | Altitude : 315 km |
| 23 novembre 2002                   | VS-30/Orion XV-02 | Fusée-sonde | Piraperna : étude de l'ionosphère                                         | Altitude : 434 km |
| 1er décembre 2002                  | VS-30 XV-06       | Fusée-sonde | Cumã : expérience de microgravité                                         | Échec (145 km) |
| 22 août 2003                       | VLS-1 XV-03       | Lanceur     | Troisième test du lanceur brésilien VLS-1 V03 (satellite SATEC et UNOSAT) | Destruction avant le lancement à la suite d'une fausse manœuvre 21 morts.                                                     |
| 23 octobre 2004                    | VSB-30 XV-01      | Fusée-sonde | Cajuana : test                                                            | Altitude : 100 km |
| 23 octobre 2004                    | VSB-30 V01        | Fusée-sonde | Test en vol de la VSB-30                                                  | Altitude : 259 km |
| 19 juillet 2007                    | VSB-30 V04        | Fusée-sonde | Cumã II : expérience de microgravité                                      | Altitude : 242 km |
| 29 mai 2009                        | Orion             | Fusée-sonde | Maracati 1 : test                                                         | Altitude : 93 km |
| 6 décembre 2010                    | Orion             | Fusée-sonde | Maracati 2 : test préparatoire de MICROG 1A                               | Altitude : 103 km |
| 12 décembre 2010                   | VSB-30 V07        | Fusée-sonde | MICROG 1A : expérience de microgravité                                    | Altitude : 242 km |
| 23 mai 2013                        | FTB               |             | Operação Falcão 1                                                         | Altitude : 31,8 km en 76 secondes                                                                                             |
| 9 mai 2014                         | FTI               |             | Operação Águia 1                                                          | Lancement opéré par le ministère de la Science et technologie aérospatiale (DCTA) pour le compte d'une organisation militaire |
| 1 septembre 2014                   | VS-30 V13         |             | Operação Raposa                                                           | Test de l'étage L5 (Estágio Líquido Propulsivo (EPL)), moteur fusée à carburant liquide,. Temps de vol : 3 min 34 s.          |
| 21-08-2014                         | FTI               | Fusée-sonde | Operação Águia II                                                         | Altitude: 60 km |
| 12-09-2018                         | VS-30 V.14        | Fusée-sonde | Operação MUTITI                                                           | Altitude : 120 km |
| 22,23-05-2019                      | FTB               | Fusée-sonde | Operação Águia I/2019                                                     | Altitude : 30 km |
| 25-06-2020                         | FTB               | Fusée-sonde | Operação Falcão I/2020                                                    | Altitude : 30 km |
| 23-11-2021                         | FTI               | Fusée-sonde | Operação Águia                                                            | Altitude: ~60 km |
| 15-12-2021                         | VSB-30 V32        | Fusée-sonde | Operação Cruzeiro                                                         | Test du moteur Scramjet du véhicule 14-X                                                                                      |
| 19-10-2022                         | VSB-30 V29        | Fusée-sonde | Operação Santa Branca                                                     | Test PSM. Altitude : 227 km                                                                                                   |
| 19-03-2023                         | Hanbit-TLV        | Fusée       | Operação Astrolábio                                                       | Test SISNAV |
| Source : Encyclopedia Astronautica |                   |             |                                                                           | |

### Sources
- F. Verger, R Ghirardi, I Sourbès-Verger, X. Pasco, L'espace nouveau territoire : Atlas des satellites et des politiques spatiales, Paris, Belin, 2002, 383 p. (ISBN 2-7011-3194-4, BNF 38985883)
- (en) Brian Harvey, Henk H F Smid et Theo Pirard, Emerging space powers : The new space programs of Asia, the Middle East ans South America, Springer Praxis, 2010 (ISBN 978-1-4419-0873-5)